# Homalomena longipes
Homalomena longipes là một loài thực vật có hoa trong họ Ráy (Araceae). Loài này được Merr. mô tả khoa học đầu tiên năm 1933 publ. 1934.